# Liekku
Liekku (v ingrijském nářečí liekku = kolébka) je ingrijský národní epos sestavený Mirjou Kemppinen a vydaný v roce 2013. Epos se skládá z osmnácti zpěvů a úvodního a závěrečného zpěvu. Je napsaný v ingrijském nářečí finštiny a sestavený ze sebraných básní ingrijské ústní lidové slovesnosti. V ingrijské lidové slovesnosti se v básních o vzniku světa a o bájných hrdinech stejně jako v tradicích jiných národů odrážejí představy Ingrijců o stvoření světa a o postavení vlastní domoviny ve světě. Do básní Ingirjci také promítali své každodenní životní strasti a radosti, a v ingrijské lidové tradici tudíž najdeme kromě epických také hodně lyrických a lyricko-epických básní, které jsou rovněž v eposu zastoupeny. Důrazem na tematizaci postavení ženy a perspektivou vypravěčky se Liekku řadí mezi tzv. ženské baltofinské kalevalské eposy, podobně jako například setuské Peko, které zpívala Anne Vabarna v letech 1927–1930, a vepské Virantanaz, které napsala Nina Zaitseva (2012).

## Autorka
Mirja Kemppinen se sama považuje za ingrijskou Finku. Její rodina má kořeny v oblastech Keltto a Rääpyvä nacházejících se na východě baltského regionu na historickém území Ingrie, které je nyní součástí Ruska. Nikdy sice v Ingrii nežila, ale v dětství ji často navštěvovala. Ingrie se podle ní však během několika posledních desetiletí velmi změnila a je čím dál méně „ingrijská“, jelikož ingrijské nářečí se pomalu vytrácí a i v kostelích se při kázáních nyní již používá spíše ruština. Mirja Kemppinen se zabývá zkoumáním finské lidové slovesnosti a především pak ingrijskou slovesností.

## Kontext vzniku díla
Myšlenka sestavit ingrijský národní epos se zrodila v roce 2004 na podnět předsedy kalevalského a karelského kulturního informačního centra Juminkeko Markku Nieminena, který epos Liekku i redigoval. Konzultace a cenné rady Mirje Kemppinen během sestavování eposu poskytl profesor Pekka Laaksonen, tehdejší předseda finské Společnosti pro Kalevalu (Kalavalaseura) a ředitel finského Archivu národní lidové slovesnosti (Kansanrunousarkisto).  Mirja Kemppinen si tedy dala za cíl sestavit epickou sbírku, která by prostřednictvím národní tradice sebrané v Ingrii vyprávěla o osudu ingrijského národa.
Specifickým rysem ingrijské lidové slovesnosti je to, že odráží věčnou těžkou práci a podřízené společenské postavení Ingrijců a rovněž války, které Ingrii v minulosti značně poznamenaly. Přesto je ale v ingrijské tradici přítomný národní humor a schopnost Ingrijců veselit se i navzdory životním strastem. V lidové slovesnosti najdeme filozofické úvahy, vyprávění o historii, výklad etických pojmů, zvyků a tradic i popis každodenních radostí a starostí. To vše dohromady tvoří to, co dnes nazýváme národní identitou.
Když Mirja Kemppinen zkoumala sebranou ingrijskou lidovou poezii, velice ji zaujalo, jak moc je v ingrijské slovesnosti přítomná ženská zkušenost. Těžký úděl ženy, která se přestěhuje z vlastního domova do cizího, tedy do domu svého manžela, připomíná utrpení a stesk po domově, který zažíval ingrijský národ, když byl v historii opakovaně násilně vyháněný ze své domoviny. 
Epos se skládá především z básní vydaných ve čtyřiatřiceti svazkovém souboru Staré básně finského národa (Suomen kansan vanhat runot). Autorka vycházela hlavně z básní sebraných na území Ingrie v letech 1831 až 1916. Kromě toho epos obsahuje také ukolébavku, kterou slýchala od své matky, a dále zaříkadlo, které se naučila od své tety Iiity Kemppinen.

### Jazykový kontext
Mirja Kemppinen při sestavování ingrijského eposu neupravovala básně ze sebrané lidové slovesnosti v takové míře, jako to dělal Elias Lönnrot při sepisování finského národního eposu Kalevala. Verše upravovala jen natolik, aby vytvořila víceméně ucelený epický celek. Nejprve chtěla epos jazykově sjednotit a napsat jej ve svém rodném nářečí, poté se však rozhodla ponechat materiál v různých původních ingrijských nářečích, aby ukázala bohatost ingrijské jazykové tradice. V eposu tak najdeme řadu slov původem z ruštiny a z estonštiny.

## Vztah eposu ke Kalevale a k ústní lidové slovesnosti
Tím, že Elias Lönnrot zahrnul do Kalevaly ingrijskou slovesnost, pozvedl ingrijskou lidovou slovesnost do světové literatury a udělal z ní i součást finského kulturního dědictví. Ingrijská slovesnost je přítomná až ve druhém vydání Kalevaly v tzv. Nové Kalevale (Uusi Kalevala) z roku 1849, do níž Lönnrot zahrnul verše sebrané D. E. D. Europaeem. Lönnrot však použil ingrijský materiál pouze v částech Kalevaly o Kullervovi, v jehož postavě se spájejí historické ústřední charakteristiky ingrijského národa – chudoba, vykořisťování a války – ale zároveň i budoucí osud Ingrijců – násilný odsun obyvatel a zrada států ovládajících území Ingrie. Lönnrot dal Finům prostřednictvím Kalevaly minulost a Finové si pak jako národ vybojovali mezinárodní uznání, Ingrijcům se ovšem nic takového nepovedlo a jejich národ čekal jiný osud. Epos Liekku má tudíž být pomníkem životu, houževnatosti a básnickému bohatství Finů, Ižorů a Votů z území Ingrie.
Epos je psaný tzv. kalevalským metrem, tedy čtyřstopým nerýmovaným trochejem. K hlavním rysům kalevalského metra také patří hojný výskyt aliterace a paralelismů. Další rys lidové slovesnosti i podobnost s Kalevalou představuje pěvec, který epos pěje. Epos Liekku je však specifický tím, že jako pěvec zde i u žánru epiky působí žena, jelikož v oblasti Ingrie byla ústní slovesnost doménou převážně právě žen. Hlas pěvkyně je navíc velmi silný, uvádí velkou část zpěvů a v několika zpěvech pěje i o sobě a o svém životě, a je tudíž také v podstatě jednou z hlavních postav.
Mezi další motivy, které najdeme jak v Kalevale, tak i v eposu Liekku, patří stvoření světa z vejce, velký mohutný dub, který jen tak někdo nedokáže pokácet, dále motiv kantele, které má mocný účinek na lidi i na zvířata, avšak na nějž umí hrát pouze vyvolení, a v neposlední řadě také často se opakující motiv námluv a téměř nesplnitelných úkolů, jež musí hrdinové plnit, aby získali nevěstu. Na hrdiny či hrdinky zpravidla čekají tři úkoly či tři nástrahy. Rovněž postavu kováře, kterému žena tragicky zahyne, a tak si uková novou ze zlata, najdeme v obou eposech. V obou dílech najdeme jak prvky pohanských přírodních náboženství, tak i křesťanství. Z ingrijské tradice pochází také kalevalská postava Kullerva, jehož tragický životní osud a silný vztah k matce je v eposu Liekku přítomný v postavě Lauriho. V celé finsko-karelské lidové slovesnosti také často nalezneme motiv říše mrtvých zvané Tuonela podle jejího vládce Tuoniho.
Právě v ingrijské lidové slovesnosti se často v lyrických a lyricko-epických básních objevuje motiv odchodu dívky z rodného domu, kde žila celkem pohodlný život jako milovaná dcera, a jejího nového života v domě muže, kde často vládne pevnou rukou hospodyně dívčina tchyně. Vůči ní je mladá dívka v podřízeném postavení, a musí tak plnit všechny tchyniny příkazy a vykonávat veškerou těžkou práci, kterou jí tchyně uloží. Postavy žen jsou v eposu Liekku po vzoru lidové slovesnosti často charakterizovány především svým vztahem k postavám mužským – jako matky, ženy, sestry či dcery.

## Děj

### První část – Hnízdo (Pesä)
Epos začíná úvodním zpěvem, v němž pěvkyně představuje sebe samu a svou rodnou Ingrii, která je podle ní krásná země na březích řeky Něvy s velkým přírodním bohatstvím, třebaže je to zároveň země chudá a často zmítaná válkami.
První zpěv začíná vyprávěním o stvoření světa z ptačích vajec, z nich vzniknou hvězdy, měsíc i slunce, které však stále jen spí a nesvítí na zemi, a ze spánku se je podaří probudit k činnosti až létu. Ve čtvrtém zpěvu je pak popsán vznik kantele z losích parohů. Nikdo však neumí na kantele správně hrát, až slepý to dokáže tak, že se lidé i zvířata radují a tancují. Mladík Vietrikkä však slepci kantele vezme, všechny jeho pomocí uspí a vydá se k panně Kaise do komůrky. Kaisa vetřelce zabije, a když je přistižena nad jeho mrtvolou a obviněna z vraždy, hájí se tím, že jen bránila svou čest. Přesto je z vesnice vypovězena.
Hlavního hrdinu v první části eposu představuje kovář Inkeroinen (‚Ižor‘), který na svých cestách vyčaruje ostrov, kde vyroste usedlost s dobytkem, hospodyní a mladou pannou. Inkeroinen se vrací domů ke své rodině, avšak tam se mu dostane chladného přivítání, jelikož si ještě nenašel žádnou ženu. Vydává se tedy namlouvat si ostrovní panny. Ostrovní starší mu uloží tři téměř nesplnitelné úkoly, ale on je všechny splní, a tak se starší uvolí, že mu jednu pannu za ženu dají. Pannu, která se má stát jeho ženou, si však odnese smrt do Tuonely. Když kovář dorazí na místo a zjistí to, začne bědovat nad svým osudem, ovšem dostane se mu rady, aby si ukoval nevěstu ze zlata. Postaví si tedy kovářskou dílnu a po několika neúspěšných pokusech se mu podaří vykovat si ženu ze zlata.
Život s neživou chladnou ženou ho však neuspokojuje, a tak se i přes zrazování ze strany své rodiny vydá namlouvat si dceru vládce podsvětí Tuoniho. Opět musí splnit tři přetěžké úkoly a opět se mu to podaří, dostane tuonelskou pannu za manželku a odveze si ji domů. Žena mu porodí tucet dětí, jednu jejich dceru Maijo však unesou mraky, které ji propustí, až když jim kovářova žena uvaří pivo. Mraky vylijí pivní kvásek na zem a z nich vyroste velký mohutný dub, který neumí nikdo pokácet. Maijo se vypraví pro svého bratra, jemuž se to podaří. Potom ze dřeva stromu vyrobí různé praktické předměty a také saunu pro svou sestru, již však svrhne do moře Virpoi, protože se na něj nedostalo a nestihl se v sauně umýt, a vyhlásí lidu válku.
V posledním zpěvu první části estonské čarodějnice ukradnou slunce a Ingrie se opět ponoří do tmy, avšak kovářova dcera Maijo po překonání různých nástrah vybojuje slunce zpět, a když se jí je konečně podaří pověsit na oblohu tak, aby svítilo na chudé i na bohaté, Ingrie se zase vynoří ze tmy.

### Druhá část – Osud (Osa)
Hlavním hrdinou druhé části eposu je mladík Lauri, který je povolán do války, kde zažívá spoustu hrůz a kde je vážně zraněn, avšak jeho matce se ho podaří zaříkáním uzdravit. Lauri jí to chce oplatit, a tak mu matka zadá různé úkoly, ovšem nakonec mu oznámí, že ji uspokojí pouze to, až si Lauri přivede nevěstu. Lauri se vydá do světa a najde si nevěstu, krásnou Katriinu, kterou si přivede domů, kde se k ní však tchyně chová hrubě. Uděluje jí nepřiměřeně těžkou práci, spílá snaše, že přetěžké úkoly neplní, a radí Laurimu, aby si ženu lépe vychoval, ale ten se svou manželkou soucítí a postaví se na její stranu.
Katriina se i přes protesty tchyně vydává na návštěvu svého rodného domu, avšak dostane se jí tam chladného přivítání od bratra a hlavně od jeho ženy, kteří se chovají jako hospodář a hospodyně. Katriina se ptá po své matce a dozvídá se, že matka několik let předtím umřela. Truchlí nad ztrátou matky a naříká nad svým těžkým osudem. Když Katriina porodí syna, má Lauri radost, když však porodí dceru, je Lauri přesvědčený, že s dcerou bude příliš mnoho starostí. Dceru pojmenují Hekko, avšak nechodí za ní žádní nápadníci. Kočka jí udělí rady a nápadníci chodit začnou, ovšem Hekko je velmi vybíravá. Nakonec si ji násilím odvede Iknaatta Kojonen, který ji však stejně jako svou předchozí ženu a matku svých dětí zabije, a její maso přinese Katriině jako dar. Kočka však rodině prozradí pravdu a Lauriho rodina Iknaattu v pomstě zabije.
Lauri musí opět do války, kde se postupně dozvídá o smrti svého otce, matky, sestry i bratra, avšak domů se vrátí, až když umře jeho žena. Připadá si osamělý, a tak se vydá namlouvat si mořskou pannu. Už však není nejmladší, tudíž se cestou unaví a vrátí se domů bez panny. Nakonec prodá všechen svůj majetek a stane se námezdním dělníkem. Na konci umírá a dostane se do křesťanského nebe, kde se setkává s Bohem, dvěma anděly a Svatou trojicí.
Další zásadní postavu představuje ve druhé části eposu sama pěvkyně, které onemocní matka, a tak se vydá pro pomoc k estonským čarodějnicím. Avšak když se vrátí domů, zjistí, že matka je již mrtvá. Její otec si přivede novou matku, která je na nevlastní dceru zlá, a tak se dívka opět vypraví k čarodějnicím. Když se vrátí domů, zjistí, že jí zemřel i otec. V posledním zpěvu pěvkyně pěje o tom, že do Ingrie přišel nový pán, který lidem vyměřil vysoké daně, ovšem vládci přicházejí a odcházejí, ale Ingrie existuje stále.

## Postavy
Kovář Inkeroinen je hlavním hrdinou první části eposu. Je charakterizován především svým řemeslem, ovšem má i magické schopnosti – dokáže vykouzlit celý ostrov, ukovat hrábě, které dosáhnou až na dno moře, či zlatou pannu sobě za ženu.
Maijo je dcerou kováře Inkeroinena a tuonelské panny. Lze ji považovat za hrdinku, jelikož má v eposu poměrně aktivní roli. Když pod jejím oknem vyroste mohutný dub, sama se vydá pro svého bratra, aby jej pokácel. Když poté estonské čarodějnice ukradnou slunce, vypraví se pro něj, po cestě překoná mnohé nástrahy a podaří se jí slunce získat zpět a navrátit Ingrii světlo.
Lauri je hlavním hrdinou druhé části eposu s velmi tragickým životním osudem. Jako mladík je povolán do války bojovat za ruskou říši. Zažívá nejrůznější hrůzy válečných bojů, o nichž píše své matce, se kterou ho pojí silné citové pouto. Lauri přežije všechny členy své rodiny, jelikož jeho dceru zabije násilnický nápadník Iknaatta a zbylí členové jeho rodiny všichni zemřou, když je Lauri později opět povolán do války, a osud ho uvrhne do života v osamění. Lauri je v eposu často charakterizován přídomkem laatu poika, tedy dobrý či čestný mladík. Když si Laurimu jeho matka stěžuje, že jeho manželka Katriina neplní práci, kterou jí tchyně zadává, Lauri se ukáže být čestným a soucitným manželem. Zároveň je ale na jeho postavě zobrazený negativní postoj mužů při narození dcery místo syna.
Lauriho žena Katriina, někdy též označovaná jako Katerina, je charakterizovaná především atributem krásná a jako mladá nevěsta přichází do domu svého muže, kde dře a trpí pod nadvládou své tchyně. S její matkou ji pojí silné citové pouto, jelikož matka nerozlišuje mezi synem a dcerou a na rozdíl od otce miluje stejnou měrou všechny děti. Obdobné pouto si později sama vytvoří se svou vlastní dcerou. Její postava ztělesňuje časté téma mnoha lyrických a lyricko-epických básní lidové slovesnosti, tedy podřízené postavení ženy v manželově domě, smutek při odchodu z vlastního domova a stesk po milující matce, tedy zachycení ženské zkušenosti.
I sama pěvkyně eposu představuje důležitou postavu. Také na její postavě je zobrazena ženská zkušenost, především silný vztah k matce, truchlení nad její ztrátou a následné nelehké soužití s nevlastní matkou.